# 纳瓦尔曼萨诺
纳瓦尔曼萨诺，是西班牙卡斯蒂利亚-莱昂塞戈维亚省的一个市镇。 总面积33平方公里，总人口1135人（2001年），人口密度34人/平方公里。